# Rhaphium zetterstedti
Rhaphium zetterstedti är en tvåvingeart som först beskrevs av Octave Parent 1925.  Rhaphium zetterstedti ingår i släktet Rhaphium och familjen styltflugor. Inga underarter finns listade i Catalogue of Life.